# 約翰·伏許安
約翰·安東尼·伏許安（英語：John Anthony Frusciante，1970年3月5日—），美國吉他手、歌手、詞曲創作人及唱片製作人，以身任另類搖滾樂團嗆辣紅椒合唱團的吉他手著稱。伏許安同時也是活躍的獨唱歌手，曾以個人名義發行專輯，也和喬許·克林霍夫、喬·萊利合作組成運動失調症合唱團。他的個人專輯中融合了實驗搖滾、氛圍音樂到新浪潮、電子等多元元素。伏許安受到各領域吉他手的影響，演奏吉他時著重於旋律與情感，獨鍾Vintage吉他與類比錄音技術。

## 生平

### 1970-1987：早年
伏許安於1970年3月5日出生於紐約皇后區。他的父親老約翰是受業於朱利亞德學院的鋼琴家，母親蓋兒則放棄原歌手一途、擔任全職主婦。伏許安一家在他幼時一度遷居至亞利桑那州土桑市，隨後又移居佛羅里達州，老約翰在布勞沃德郡任職法官。父母離異後，伏許安隨母親前往加州聖莫尼卡。
翌年，伏許安和母親搬往洛杉磯馬爾維斯塔，同行的還有、據伏許安所言，「確實給予我支持、讓我對成為音樂家感到愉快」的繼父。在洛杉磯，他和當地多數年輕人一樣投入龐克搖滾圈，為音樂癡迷。九歲時伏許安深深著迷於The Germs樂團，磨壞了好幾張《(GI)》的唱片。到了十歲，他自學《(GI)》專輯中大部分的歌曲，並轉換調性、強迫自己每個和弦都以單指封閉和弦演奏。不久後，伏許安開始上吉他課，也因為他的老師而接觸了嗆辣紅椒的音樂。
十一歲時伏許安持續不懈的練習吉他，向傑夫·貝克、吉米·佩奇、吉米·罕醉克斯等傳奇吉他手看齊。在自學藍調音階時，伏許安認識了弗蘭克·扎帕的音樂，時常一投入就是數小時不間斷。十六歲那年，伏許安在父母同意下，通過能力鑑定考試而輟學。有了雙親的支持，他獨身前往洛杉磯精進音樂素養，到音樂技術學院修課。然而伏許安逐漸轉變成只打卡出席、未實際聽課，不久後便選擇主動離校。

## 音樂作品
| 發行日期       | 專輯名稱                                   | 音樂廠牌            |
| -------------- | ------------------------------------------ | ------------------- |
| 1994年3月8日   | Niandra Lades and Usually Just a T-Shirt   | American Recordings |
| 1997年8月26日  | Smile from the Streets You Hold            | Birdman Records     |
| 2001年2月13日  | 心靈創作 To Record Only Water for Ten Days | 華納音樂集團        |
| 2004年2月24日  | 形影不離 Shadows Collide with People       | 華納兄弟唱片公司    |
| 2004年6月22日  | 置之死地而後生 The Will to Death           | Record Collection   |
| 2004年10月26日 | 空虛內在 Inside of Emptiness               | Record Collection   |
| 2005年2月1日   | 謝幕 Curtains                              | Record Collection   |
| 2009年1月20日  | 九重之天 The Empyrean                      | Record Collection   |

### 一般注釋
1. ↑  「類比」Analog是與「數位」Digital相對的觀念。引用：「以聲音的訊號為例，所謂的類比聲音訊號(Analog Audio)，是將聲波化成實際的電壓變化，由訊號導線傳送或儲存在磁帶裝置。相對的，數位聲音訊號(Digital Audio)則是進一步將聲波轉化成數字，將這些數字進一步解碼之後，變成只以0與1所表示的一串訊號。在實際的訊號傳輸過程中，就是以高電位來代表"1"，以低電位代表"0"。」參考資料：Roland專門術語詞典 （页面存档备份，存于）。[2010-08-26]